# Montoro (Italie)
Pour les articles homonymes, voir Montoro.
Montoro est une commune italienne d'environ 19 195 habitants (2022), située dans la province d'Avellino dans la région Campanie dans le sud de l'Italie.
Montoro est née de la fusion des deux communes voisines de Montoro Inferiore et Montoro Superiore. La nouvelle commune existe depuis le 3 décembre 2013.

## Administration
| Période                                  | Période | Identité | Étiquette | Qualité |
| ---------------------------------------- | ------- | -------- | --------- | ------- |
|                                          |         |          |           |         |
| Les données manquantes sont à compléter. |         |          |           |         |

### Hameaux
Aterrana, Banzano, Borgo, Caliano, Chiusa, Figlioli, Misciano, Piano (siège municipal), Piazza di Pandola, Preturo, San Bartolomeo, Sant'Eustachio, San Felice, San Pietro, Torchiati

### Communes limitrophes
Bracigliano (SA), Calvanico (SA), Contrada, Fisciano (SA), Forino, Mercato San Severino (SA), Solofra